# John Boles
John Boles   (Fort Smith, 31 de gener de 1888 - San Antonio, 16 de juliol de 1952) va ser un tirador estatunidenc que va competir durant la dècada de 1920.
El 1924 va prendre part en els Jocs Olímpics de París, on disputà cinc proves del programa de tir. Guanyà la medalla d'or en la prova de tir al cérvol, tret simple individual i la de bronze en la de tir al cérvol, tret simple per equips, formant equip amb Raymond Coulter, Dennis Fenton i Walter Stokes. En la de tir al cérvol, doble tret per equips fou cinquè, setè en la doble tret individual i dotzè en la de carrabina, 50 metres .